# Arèdje
L'arèdje (en français : enragée) est une danse traditionnelle vive et sautillante originaire de Wallonie, qui se danse le plus souvent à huit danseurs, « avec rage ».
Il en existe différentes variantes telles :
- Al'arèdje d'Ottrez[1]
- l'rèdje de Malempré